# Зайцев Ігор Аркадійович
Ігор Аркадійович Зайцев (нар. 27 травня 1938, Раменське, Московська область) — радянський і російський шахіст, гросмейстер (1976), шаховий теоретик, літератор. Чемпіон Москви (1969). Заслужений тренер СРСР (1978). Це звання і широку популярність отримав за тренерську роботу секундантом чемпіона світу Анатолія Карпова в історичному матчі Карпов — Корчной у Баґйо (Філіппіни) 1978 року.

## Життєпис
Народився 27 травня 1938 в Раменському. Батько — вірменин, Аркадій Агаян (1898-1945), був політруком на військовому кораблі Чорноморського флоту, загинув від ран у самому кінці війни, коли корабель підірвався на міні. Мати — Ганна Зайцева (1911-1993) була робочою, табельницею на текстильній фабриці «Червоний прапор» у Раменському.
Навчався в Московському інституті тонкої хімічної технології, 
Московському інституті інженерів залізничного транспорту, факультеті журналістики МДУ. Однак через початок інтенсивної спортивної та тренерської кар'єри жоден з цих навчальних закладів не закінчив. Великий інтерес з юності відчував до філософії та філології.
Тренер Тиграна Петросяна, Льва Полугаєвського в матчах претендентів, Анатолія Карпова в матчах на першість світу від 1978 року. Був секундантом у 17 матчах на першість світу, в тому числі в 7 матчах безпосередньо за шахову корону. Працював тренером у низці зарубіжних країн. Заслужений тренер ФІДЕ (2006). Працює тренером у школі Карпова від 1991 року. Член ДСТ «Локомотив» від 1957 року. У складі «Локомотива» на командних чемпіонатах СРСР виступав на четвертій шахівниці — після Бориса Спаського, Лева Полугаєвського і Миколи Крогіуса.
Шахіст яскравого комбінаційного стилю, в окремих партіях перемагав чемпіонів світу М. Таля і Б. Спаського. Видатний шаховий аналітик. Завжди сприймав шахи як сферу мистецтва, що підлягає філософської інтерпретації. Автор низки дебютних розробок — в іспанській партії, сицилійському і староиндійському захистах.
Як шаховий журналіст і популяризатор шахів написав безліч публіцистичних і мемуарних нарисів, а також новели та есе про шахи і шахістів. Співпрацював у журналі 64 — Шаховий огляд.
Дружина — Тамара Парфіріївна Зайцева (Касінова) — майстриня спорту, гросмейстер ІКЧФ (нар. 9 квітня 1938, Москва). Донька Ольга (нар. 12 грудня 1964, Москва), кандидат історичних наук, юрист, працює в юридичному департаменті Центробанку РФ.

## Спортивні досягнення
| Рік       | Місто                | Турнір                      | + | − | =  | Результат | Місце |
| --------- | -------------------- | --------------------------- | - | - | -- | --------- | ----- |
| 1962      | Єреван               | 30-й чемпіонат СРСР         | 1 | 8 | 10 | 6 з 19    | 19    |
| 1967      | Харків               | 35-й чемпіонат СРСР         | 4 | 4 | 5  | 6½ з 13   | 58-70 |
| 1968      | Москва               | Міжнародний турнір          |   |   |    | з         | 1-4   |
| 1968/1969 | Алма-Ата             | 36-й чемпіонат СРСР         | 4 | 6 | 9  | 8½ з 19   | 15-17 |
| 1969      | Москва               | Чемпіонат Москви            |   |   |    | 7 з 10    | 1     |
|           | Москва               | 37-й чемпіонат СРСР         | 2 | 6 | 14 | 9 з 22    | 17-20 |
| 1970      | Москва               | Міжнародний турнір          |   |   |    | з         | 3-4   |
|           | Поляниця-Здруй       | Міжнародний турнір          |   |   |    | з         | 2     |
|           | Рига                 | 38-й чемпіонат СРСР         | 6 | 8 | 7  | 9½ з 21   | 15-16 |
| 1971      | Смедеревська-Паланка | Міжнародний турнір          |   |   |    | з         | 4-5   |
| 1975      | Сольнок              | Міжнародний турнір          |   |   |    | з         | 4-6   |
| 1976      | Дубна                | Міжнародний турнір          |   |   |    | з         | 2     |
|           | Сочі                 | Міжнародний турнір          |   |   |    | з         | 4-6   |
| 1977      | Кіто                 | Міжнародний турнір          |   |   |    | з         | 1     |
| 1979      | Дубна                | Міжнародний турнір          |   |   |    | з         | 1-4   |
| 1982      | Єреван               | Зональний турнір            | 1 | 7 | 7  | 4½ з 15   | 15-16 |
| 1983      | Гавана               | Міжнародний турнір          |   |   |    | з         | 6-7   |
| 1991      | Москва               | 58-й чемпіонат СРСР         | 1 | 4 | 6  | 4 з 11    | 57-62 |
| 1999      | Москва               | 52-й чемпіонат Росії (1/32) | 0 | 1 | 1  | ½ з 2     |       |